# The Impossible Convicts
Pour plus de détails, voir Fiche technique et Distribution.
The Impossible Convicts est un film muet américain réalisé par G. W. Bitzer, sorti en 1906.

## Fiche technique
- Titre : The Impossible Convicts
- Réalisation : G. W. Bitzer
- Scénario :
- Photographie :  G. W. Bitzer
- Montage :
- Société de production : American Mutoscope and Biograph Company
- Société de distribution :  American Mutoscope and Biograph Company
- Pays de production :   États-Unis
- Langue :  Anglais américain
- Tournage : le 6 décembre 1905
- Métrage : 54 mètres
- Format : Noir et blanc — 35 mm — 1,33:1 — Muet
- Genre : Film d'action
- Durée : 2 minutes 53
- Date de sortie : 
  - États-Unis : 27 janvier 1906